# العلاقات الغواتيمالية اللبنانية
العلاقات الغواتيمالية اللبنانية هي العلاقات الثنائية التي تجمع بين غواتيمالا ولبنان.

## مقارنة بين البلدين
هذه مقارنة عامة ومرجعية للدولتين:
| وجه المقارنة                                              | غواتيمالا       | لبنان                                                                |
| --------------------------------------------------------- | --------------- | -------------------------------------------------------------------- |
| المساحة (كم2)                                             | 108.89 ألف      | 10.45 ألف                                                            |
| عدد السكان (نسمة)                                         | 17.26 مليون     | 6.10 مليون                                                           |
| الكثافة السكانية (ن./كم²)                                 | 158.51          | 583.73                                                               |
| العاصمة                                                   | غواتيمالا       | بيروت                                                                |
| اللغة الرسمية                                             | اللغة الإسبانية | اللغة العربية، لغة فرنسية                                            |
| العملة                                                    | كتزال غواتيمالي | ليرة لبنانية                                                         |
| الناتج المحلي الإجمالي (بليون دولار)                      | 75.62 مليار     | 51.84 مليار                                                          |
| الناتج المحلي الإجمالي (تعادل القوة الشرائية) بليون دولار | 126.21 مليار    | 81.54 مليار                                                          |
| الناتج المحلي الإجمالي الاسمي للفرد دولار أمريكي          | 3.90 ألف        | 8.05 ألف                                                             |
| الناتج المحلي الإجمالي للفرد دولار أمريكي                 | 7.45 ألف        | 17.46 ألف                                                            |
| مؤشر التنمية البشرية                                      | 0.627           | 0.769                                                                |
| رمز المكالمات الدولي                                      | +502            | +961                                                                 |
| رمز الإنترنت                                              | .gt             | .lb                                                                  |
| المنطقة الزمنية                                           | 00              | ت ع م+02:00، ت ع م+03:00، توقيت شرق أوروبا، توقيت شرق أوروبا الصيفي ‏ |

## منظمات دولية مشتركة
يشترك البلدان في عضوية مجموعة من المنظمات الدولية، منها:
| علم المنظمة | اسم المنظمة                               | تاريخ انضمام غواتيمالا | تاريخ انضمام لبنان |
| ----------- | ----------------------------------------- | ---------------------- | ------------------ |
|             | مؤسسة التنمية الدولية                     | 27 أبريل 1961          | 10 أبريل 1962      |
|             | يونسكو                                    | 2 يناير 1950           | 4 نوفمبر 1946      |
|             | وكالة ضمان الاستثمار متعدد الأطراف        | 11 يوليو 1996          | 19 أكتوبر 1994     |
|             | الأمم المتحدة                             | 21 نوفمبر 1945         | 24 أكتوبر 1945     |
|             | الاتحاد البريدي العالمي                   | ?                      | ?                  |
|             | البنك الدولي للإنشاء والتعمير             | 28 ديسمبر 1945         | 14 أبريل 1947      |
|             | الاتحاد الدولي للاتصالات                  | 10 يوليو 1914          | 12 يناير 1924      |
|             | منظمة حظر الأسلحة الكيميائية              | ?                      | ?                  |
|             | مؤسسة التمويل الدولية                     | 20 يوليو 1956          | 28 ديسمبر 1956     |
|             | المركز الدولي لتسوية المنازعات الاستشارية | 20 فبراير 2003         | 25 أبريل 2003      |
|             | منظمة الشرطة الجنائية الدولية             | ?                      | ?                  |

## أعلام
هذه قائمة لبعض الشخصيات التي تربطها علاقات بالبلدين:
- خورخي سيرانو إلياس (سياسي غواتيمالي، 26 أبريل 1945 – )
- قائمة اللبنانيين في غواتيمالا (قائمة ويكيميديا)

## وصلات خارجية
- موقع وزارة الخارجية الغواتيمالية